# 承光 (夏)
承光（じょうこう）は、五胡十六国時代、夏の君主赫連昌の治世で使用された元号。425年7月 - 428年2月。
『晋書』では承光と表記されているが、『魏書』及び『太平御覧』では永光と表記されている。また甘粛省からは「承陽二年崔在[丙]寅」の表記がある北涼代の塔が出土している。北涼は夏の正朔を使用しており、ここでの丙寅は承光2年の干支とされる。従って承光は承陽の誤記であるとの説も提出されているが、北涼は同韻であり字義の類似する「陽」で「光」を代替したものと考えられる。これは後に北涼が北魏の正朔を使用した際に延和を太延と、縁禾を太縁と音の近い漢字表記を使用したことからも類推することが可能である。

## 西暦・干支との対照表
| 承光 | 元年  | 2年   | 3年   | 4年   |
| 西暦 | 425年 | 426年 | 427年 | 428年 |
| 干支 | 乙丑  | 丙寅  | 丁卯  | 戊辰  |